# カジカエデ
カジカエデ（梶楓、学名: Acer diabolicum）はムクロジ科カエデ属の落葉高木。雌雄異株。山地に生える。別名、オニモミジ。葉は大型で形が美しいカエデであるが、知名度は低い。翼果の翼があまり開かないのも特徴である。

## 名称
和名は、葉がクワ科のカジノキ（梶の木）に似ることによる。オニモミジとは、カエデとしては葉が分厚く果実に剛毛があるため、「鬼」を冠したもの。

## 分布と生育環境
日本固有種。本州の宮城県以南、四国および九州に分布し、暖帯および温帯の山地の肥沃な谷間や緩やかな傾斜地の中腹に生育する。東北地方の日本海側、新潟県、長野県北部、富山県にはなく、近畿地方、中国地方には少ない。人為的に植栽されることは稀である。

## 特徴
落葉広葉樹の高木。樹高は10 - 15メートル (m) 、高いものは20 m に及ぶ。樹皮は灰色から灰褐色で、生長しても樹皮は滑らかである。一年枝は淡褐色や赤褐色で皮目が多い。枝は短枝ができやすく、節間が詰まる。冬芽は淡褐色から褐色の鱗芽で、鱗片は8 - 12対あり、瓦重ね状に4列並び、縁に短毛が生える、褐色の短毛が生えるが、のちに落ちる。頂芽は頂生側芽を伴い、枝の側芽は対生する。葉痕はV字形た倒松形で、維管束痕が3個つく。鱗片葉は長さ2.5 - 3センチメートル (cm) になる広線形で、背面に淡黄褐色の絹毛を密生させ、葉が展開した後落ちる。
葉は1 - 4対、対生する。葉身は、長さ4 - 12 cm、幅5 - 15 cmの五角形で、掌状に3 - 5浅・中裂し、基部は心形になり、縁は大きく粗い鋸歯がある。鋸歯の形が独特で、葉の形の印象はカナダ国旗に使われている北米原産のサトウカエデの葉に似ている。葉の表面の葉脈上と裏面に短伏毛があり、縁に短毛が密生し、表面の細脈は隆起する。葉柄は長さ1.5 - 10 cmあり、葉身と同じ長さかまたは短く、短毛がある。秋には紅葉し、黄色に色づくことが多いが、日当たりのよい場所では橙色から赤色に色づくこともある。
花期は4 - 5月。葉が展開する前に、長さ3 - 5 cmの散房花序 を前年枝の側芽から出す。花はふつう暗紅色で、雄花と比べ雌花の方が色が淡い。雄花序は花が5 - 15個垂れ下がり、花柄は長さ1 - 3 cm、萼片と花弁が部分的に合着した長さ5ミリメートル (mm) になる鐘形の花被筒になり、雄蕊は7 - 10個で花被筒より長く、退化雌蕊は微小。雌花序は花が3 - 9個やや上向きにつき、萼片、花弁は5個ときに4個で合着せず、雄蕊はなく、子房は短毛が密生し、花柱は外曲する。
果期は7 - 8月。果実は翼果で、黄褐色の長剛毛があり、分果の長さは2.5 - 3 cmになり、翼果は鋭角に開くか、ほとんど開かない。
- 雄花序
- 雌花序
- 若い果実
- 紅葉
- 紅葉

## 利用
材は、器具材として利用される。また、公園樹として植栽される。